# Pectinereis strickrotti
Pectinereis strickrotti — вид багатощетинкових кільчастих червів з родини нереїд (Nereidae). Описаний у 2024 році.

## Назва
Рід Pectinereis отримав назву шляхом поєднання латинського слова pectinis («гребінець») з назвою типового роду родини Nereis. Назва підкреслює гребінчасті параподіальні зябра у перших передніх хетіграх, що утворені пальцеподібними нитками.
Вид названо на честь Брюса Стрікротта, керівника групи та провідного пілота підводного апарата DSV Alvin (Океанографічний інститут Вудс-Хоул), який переслідував цих черв'яків багато років, перш ніж, нарешті, зумів їх зловити.

## Поширення
Зразки хробака були вперше зібрані в 2018 році глибоководним апаратом Alvin з дослідницького судна Atlantis (хоча їх спостерігали там, починаючи з 2009 року). Їх знайшли плаваючими поблизу метанового джерела біля тихоокеанського узбережжя Коста-Рики на глибині близько 1000 метрів. Таке середовище є незвичайним, оскільки інші споріднені нереїди не зустрічаються в глибокому морі, а на мілководді.

## Опис
Більшість нереїд здійснюють кисневий обмін у зябрах; однак Pectinereis strickrotti має більш складні зябра. Крім того, деякі нереїди використовують свої дихальні органи для прийому феромонів і як статеві адаптації, але такого нема у P. strickrotti. Коли черв'як стає статевозрілим епітоком, його тіло розділене на чотири ділянки, на відміну від двох ділянок інших нереїд. Задні хети зазнають найменших змін під час епітокії і можуть бути навіть незмінними. Внутрішні голки також унікальні; деякі з них у задніх параподіях дуже товсті, злегка зігнуті, мають тупий кінець і виходять за межі параподіальної поверхні. Вони називаються «гачкуватими голками» і за зовнішнім виглядом найбільш близькі до Tambalagamia fauveli.